# 百慕達群島足球代表隊
百慕達群島足球代表隊是百慕達群島的足球代表隊，由百慕達群島足球協會管理，現時屬於國際足協及中北美洲及加勒比海足球協會成員國之一。
百慕達群島至今仍未參加世界盃的決賽週，美洲金盃表現部分在2019–20年中北美洲及加勒比海國家聯賽外圍賽表現突出，取得3勝1負成績，也順利晉身2019年美洲金盃，並在會內賽中擊敗尼加拉瓜，拿下隊史美洲金盃的首勝，但在小組賽中排名第三，無緣晉級淘汰賽。

## 世界盃成績
| 年份   | 成績       | 外圍賽紀錄 | 外圍賽紀錄 | 外圍賽紀錄 | 外圍賽紀錄 | 外圍賽紀錄 | 外圍賽紀錄 |
| 年份   | 成績       | 賽         | 勝         | 和         | 負         | 入球       | 失球       |
| ------ | ---------- | ---------- | ---------- | ---------- | ---------- | ---------- | ---------- |
| 1930年 | 沒有參與   | 沒有參與   | 沒有參與   | 沒有參與   | 沒有參與   | 沒有參與   | 沒有參與   |
| 1934年 | 沒有參與   | 沒有參與   | 沒有參與   | 沒有參與   | 沒有參與   | 沒有參與   | 沒有參與   |
| 1938年 | 沒有參與   | 沒有參與   | 沒有參與   | 沒有參與   | 沒有參與   | 沒有參與   | 沒有參與   |
| 1950年 | 沒有參與   | 沒有參與   | 沒有參與   | 沒有參與   | 沒有參與   | 沒有參與   | 沒有參與   |
| 1954年 | 沒有參與   | 沒有參與   | 沒有參與   | 沒有參與   | 沒有參與   | 沒有參與   | 沒有參與   |
| 1958年 | 沒有參與   | 沒有參與   | 沒有參與   | 沒有參與   | 沒有參與   | 沒有參與   | 沒有參與   |
| 1962年 | 沒有參與   | 沒有參與   | 沒有參與   | 沒有參與   | 沒有參與   | 沒有參與   | 沒有參與   |
| 1966年 | 沒有參與   | 沒有參與   | 沒有參與   | 沒有參與   | 沒有參與   | 沒有參與   | 沒有參與   |
| 1970年 | 外圍賽出局 | 外圍賽出局 | 外圍賽出局 | 外圍賽出局 | 外圍賽出局 | 外圍賽出局 | 外圍賽出局 |
| 1974年 | 沒有參與   | 沒有參與   | 沒有參與   | 沒有參與   | 沒有參與   | 沒有參與   | 沒有參與   |
| 1978年 | 沒有參與   | 沒有參與   | 沒有參與   | 沒有參與   | 沒有參與   | 沒有參與   | 沒有參與   |
| 1982年 | 沒有參與   | 沒有參與   | 沒有參與   | 沒有參與   | 沒有參與   | 沒有參與   | 沒有參與   |
| 1986年 | 沒有參與   | 沒有參與   | 沒有參與   | 沒有參與   | 沒有參與   | 沒有參與   | 沒有參與   |
| 1990年 | 沒有參與   | 沒有參與   | 沒有參與   | 沒有參與   | 沒有參與   | 沒有參與   | 沒有參與   |
| 1994年 | 外圍賽出局 | 外圍賽出局 | 外圍賽出局 | 外圍賽出局 | 外圍賽出局 | 外圍賽出局 | 外圍賽出局 |
| 1998年 | 退出       | 退出       | 退出       | 退出       | 退出       | 退出       | 退出       |
| 2002年 | 外圍賽出局 | 外圍賽出局 | 外圍賽出局 | 外圍賽出局 | 外圍賽出局 | 外圍賽出局 | 外圍賽出局 |
| 2006年 | 外圍賽出局 | 外圍賽出局 | 外圍賽出局 | 外圍賽出局 | 外圍賽出局 | 外圍賽出局 | 外圍賽出局 |
| 2010年 | 外圍賽出局 | 外圍賽出局 | 外圍賽出局 | 外圍賽出局 | 外圍賽出局 | 外圍賽出局 | 外圍賽出局 |
| 2014年 | 外圍賽出局 | 外圍賽出局 | 外圍賽出局 | 外圍賽出局 | 外圍賽出局 | 外圍賽出局 | 外圍賽出局 |
| 2018年 | 外圍賽出局 | 外圍賽出局 | 外圍賽出局 | 外圍賽出局 | 外圍賽出局 | 外圍賽出局 | 外圍賽出局 |
| 2022年 | 外圍賽出局 | 外圍賽出局 | 外圍賽出局 | 外圍賽出局 | 外圍賽出局 | 外圍賽出局 | 外圍賽出局 |

## 中北美洲及加勒比海足球錦標賽&美洲金盃成績
中北美洲及加勒比海足球錦標賽：1963年至1989年

美洲金盃：1991年至2023年
- 1963年 至 1967年 - 沒有參賽
- 1969年 至 1971年 - 外圍賽出局
- 1973年 至 1989年 - 沒有參賽
- 1991年 至 1996年 - 沒有參賽
- 1998年 至 2000年 - 外圍賽出局
- 2002年 - 退出
- 2003年 - 沒有參賽
- 2005年 至 2009年- 外圍賽出局
- 2011年 - 沒有參賽
- 2013年 - 外圍賽出局
- 2015年 - 沒有參賽
- 2017年 - 外圍賽出局
- 2019年 - 小組賽
- 2021年 - 外圍賽出局
- 2023年 - 外圍賽出局